# Two Dozen and One Greyhounds
Two Dozen and One Greyhounds, llamado Dos docenas y un galgo en España y Un galgo llamado Monty en Latinoamérica, es un capítulo perteneciente a la sexta temporada de la serie animada Los Simpson, emitido originalmente el 9 de abril de 1995. El episodio fue escrito por Mike Scully y dirigido por Bob Anderson.

## Sinopsis
El perro de los Simpson, Santa's Little Helper, comienza a comportarse de una manera extraña, ya que siempre tiene demasiada energía. Un día, cuando la familia lo saca a pasear, se suelta de su correa y entra corriendo al Galgódromo de Springfield, en donde encuentra a una perrita llamada La Más Rápida. Muy rápido, los dos perros se enamoran, y el dueño de La Más Rápida, viendo la situación, le regala su perra a los Simpson. 
Unos días más tarde, para sorpresa de todos, la novia de Santa's Little Helper da a luz a 25 cachorritos. Aunque los perritos se veían muy lindos y cariñosos, pronto, al ir creciendo, se convierten en un problema, porque son demasiado destructivos. Un día, Marge Y Homer deciden que no los pueden tener más, por lo que organizan una venta en el jardín para regalarlos. El Sr. Burns, declara que con mucho gusto se los llevaría a todos para que sean felices en su mansión; sin embargo, los niños sospechan de él y le dicen a Homer que no le entreguen a los perros. Burns, junto a Smithers, roba a los cachorritos.
Bart y Lisa, al descubrir el robo, van a la mansión de Burns y lo observan por una ventana. Al principio, Burns parecía tratar bien a los cachorros, e incluso adora a uno que se para en dos patas y declara que es su favorito, luego de nombrarlo "Pequeño Monty". Sin embargo, los niños oyen que el anciano le cuenta a Smithers un plan para matar a los perros y hacer con sus pieles un abrigo. 
Los niños entran por la ventana y, en un momento en que Burns deja solos a los perros, los agarran y los lanzan por el ducto de lavandería, para que desemboquen en esa habitación y así tener tiempo de escapar. Sin embargo, en cuanto llegan abajo, descubren que Burns los estaba esperando. Cuando el millonario se dispone a matar a los perros, Bart le quita a Pequeño Monty de sus manos y lo mezcla con los otros, para que así Burns no pueda distinguirlos y los deje vivir a todos. Pese a esto, Burns le pide al perrito que se pare en dos patas y él, inocentemente, lo hace. Mientras que Burns se inclinaba para tomar al cachorro, Bart ve las medias de Burns en una soga. Al atraerlas hacia los perros, ellos las ven y, para tratar de alcanzarlas, se ponen en dos patas. Al verlos a todos en esa posición, nuevamente Burns no puede distinguirlos. Cuando se prepara para dispararles a todos, pero se arrepiente; entonces, se voltea para matar a Bart y Lisa. Sin embargo, al verlos también se siente incapaz de dispararles, para gran alivio de los niños.
Finalmente, Burns compra a los 25 perros, los cuales se convierten en campeones de carreras y le hacen ganar a Burns diez millones de dólares. Luego Marge baja al sótano ve la silueta de Homer, que parecía que se había suicidado a la horca por la suma cantidad de dinero que recibió Burns pero estaba sacudiendo una lámpara incandescente que era lo único que lo animaba.